# N'Terguent
N'Terguent è un comune della Mauritania situato nella regione di Adrar. Fa parte del dipartimento di Aoujeft e nel censimento della popolazione del 2000 contava 2.573 abitanti .